# Zoran Lukić (allenatore di pallacanestro)
Zoran Lukić (in serbo Зopaн Лукић?; Belgrado, 7 giugno 1971) è un allenatore di pallacanestro serbo.

## Palmarès

### Squadra
- Coppa di Russia: 1

Nižnij Novgorod: 2022-2023

### Individuale
- Basketball Champions League Best Coach: 1

Nižnij Novgorod: 2020-2021